# Scopélisme

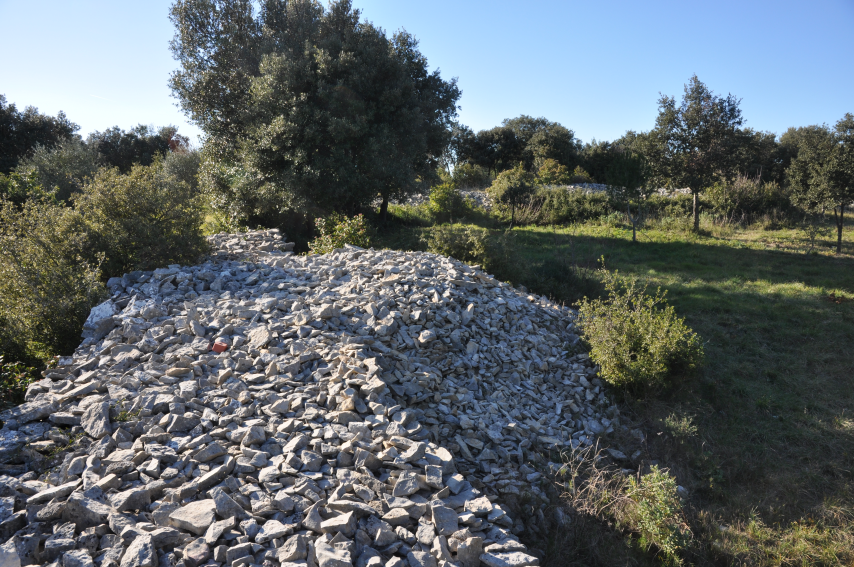
À l'inverse de l'épierrage, le scopélisme a pour but d'empêcher la labourage.

Le scopélisme (du grec σκοπελoς, skopelos, « endroit d'où l'on peut épier ») est un rite consistant à poser de grosses pierres dans les champs cultivables pour gêner ou empêcher le labourage, accompagné d'une menace de mort. Avant d'être un crime agraire prohibé, le scopélisme est un rite extrajudiciaire, parfois considéré comme légal parfois non, permettant à quelqu’un de s'opposer à la mise en culture d'une terre déterminée. Il correspond peut-être historiquement à une pratique des pasteurs envers leurs concurrents dans l’usage de la terre, les agriculteurs.

## Sens du terme
Les documents notariés de l’administration des biens ecclésiastiques de Liège rapportent à plusieurs reprises au XVIIIème siècle, le crime de scopélisme. Le terme renvoie à un maléfice opéré sur ces terres, par opération magique. Dans le dictionnaire des superstitions rédigé par De Chesnel de 1856, on peut lire que le terme désigne un maléfice, consistant à rassembler une pile de cailloux au milieu d’un champ, en le disposant d’une certaine manière et en prononçant certaines paroles. Ce rite avait pour but de paralyser le sol et la semence qui s’y trouvait, et d’exposer le propriétaire du champ qui voudrait s’opposer à ce maléfice à une mort violente.
Le scopélisme désigne donc d’une part la pratique du rite maléfique et d’autre part le crime consistant à pratiquer ce maléfice. Chauvin note toutefois qu’avant d’être prohibé, le rite a été considéré comme légal.  
Tant le charme que le délit apparaissent remonter à l’Arabie antique, puis à l’Égypte, et seraient arrivés en Occident par l’intermédiaire des Grecs et des Romains. 

## Analyses
Omar Saghi, revenant sur le rite de lapidation des stèles de Satan réalisé à Mina, le rapproche du scopélisme en indiquant que pour les anthropologues, ce rite fonctionnaliste a pour vocation « de laisser un terrain sacré en friche et d’empêcher sa mise en culture en y jetant régulièrement des cailloux ».
Louis de Jaucourt, rédacteur de l'Encyclopédie, le reliait également à l'Arabie mais le raccrochait au domaine de la superstition magique : « espece de charme qui se pratiquoit principalement en Arabie ; on croyoit qu’en jettant des pierres enchantées par sortilege dans un champ, on l’empêchoit de rapporter ».
L'historien Paul Huvelin indique en 1925 que le scopélisme, ou jet de pierre, jactus lapilli en latin, est certes mal documenté, mais attesté par Ulpien comme un rite pratiqué chez les Arabes, et il le rapproche du droit romain et de la prohibitio, ou « forme d'opposition légale aux travaux qu'un occupant voulait faire sur un terrain donné ». Il conclut ainsi : « au moins dans les parties orientales de l'Empire, le jet de pierre était un rite légal servant à rendre un terrain inutilisable pour son occupant », disponible tant pour un particulier que pour la puissance publique, notamment le fisc.
Dulière considère toutefois qu’au temps des Romains, le perpétrateur pouvait être poursuivi et condamné, non en raison d’une efficacité supposée du rite, mais en vertu de la menace de mort véhiculée par le rite. Le même auteur note qu’il n’est pas étonnant qu’un rite attribuant un pouvoir à des pierres ait été imaginé par le Arabes, puisque ce sont les mêmes qui a l’époque de Mohammed ont récupéré le rite de la pierre noire.
L'historien Romain Grancher fait un parallèle entre le scopélisme et la pratique des pêcheurs de la baie d'Étretat, qui pour s'opposer à l'usage du chalut des pêcheurs de Honfleur et de Dieppe, et préserver une ressource commune, avaient jeté en 1821 des blocs de rochers sur les fonds marins.

### Scopélisme dans la Bible?
Le livre de Job mentionne (Job 5:3) « Mais tu feras alliance avec les pierres des champs, et les bêtes des champs seront en paix avec toi. ». Dulière note que certains spécialistes y voient une allusion au scopélisme et une réminiscence d’une croyance animiste arabe, avec une proposition pour s’en protéger, ce qui pour lui justifie que ce passage ait été retiré dans certaines versions du livre.